# Озерцо (Ивано-Франковская область)
Озерцо (укр. Озерце) — село в Дубовецкой сельской общине Ивано-Франковского района Ивано-Франковской области Украины.
Население по переписи 2001 года составляло 51 человек. По состоянию на 2021 год в селе проживает 3 человека. Занимает площадь 1,013 км². Почтовый индекс — 77180. Телефонный код — 03431.